# Gymnobela chrysopelex
Gymnobela chrysopelex é uma espécie de gastrópode do gênero Gymnobela, pertencente a família Raphitomidae.